# Soral
Soral es una comuna suiza del cantón de Ginebra. Limita al norte con las comunas de Laconnex y Bernex, al este con Perly-Certoux y Saint-Julien-en-Genevois (FR-74), al sur con Viry (FR-74), y al oeste con Avusy.